# Pseudostrebla
Pseudostrebla är ett släkte av tvåvingar. Pseudostrebla ingår i familjen lusflugor.
Kladogram enligt Catalogue of Life:
| Pseudostrebla | \| \| Pseudostrebla greenwelli \| \| \| \| \| \| Pseudostrebla ribeiroi \| \| \| \| \| \| Pseudostrebla sparsisetis \| \| \| \| |
|               | \| \| Pseudostrebla greenwelli \| \| \| \| \| \| Pseudostrebla ribeiroi \| \| \| \| \| \| Pseudostrebla sparsisetis \| \| \| \| |
|               | Pseudostrebla greenwelli |
|               | |
|               | Pseudostrebla ribeiroi |
|               | |
|               | Pseudostrebla sparsisetis |
|               | |